# Janne Malmros
Janne Malmros er en dansk kunster.
Hun har en Bachelor of Arts fra Central Saint Martins College of Art and Design, London og har en Master in Fine Art fra The Slade School of Fine Art, London.
Malmros har boet i London i ca. 10 år og har været artist in residence flere steder bl.a. i Belgien, Italien, Afghanistan og Grækenland. Desuden har hun udstillet flere steder i verden, særligt i England.
Malmros arbejder ofte med naturlige materialer – tidligere værker har kredset omkring ben, træ, planter, insekter og dyr – både som det kunstneriske objekt og som det materiale kunstværket udføres i. Værkerne varierer over illustrationer og fotografier til skulpturelle værker.
Hendes værker har bl.a. været udstillet på på Museum of Contemporary Art, London og hun er repræsenteret i samlingen hos Victoria & Albert Museum (V&A) London.

## Eskterne kilder
Statens værksted for kunst
Janne Malmros hjemmeside
1. ↑  "Arkiveret kopi". Arkiveret fra originalen 28. september 2020. Hentet 11. marts 2019.
2. ↑  Janne Malmros - SVFK